# 浜益神社
浜益神社（はまますじんじゃ）は、北海道石狩市浜益区に鎮座する神社。
社殿は神明造で、面積は34.6坪ある。

## 沿革
天保年間、北海道石狩国浜益郡に「稲荷神社」として創建された。1875年（明治8年）、北海道開拓使により郷社に格上げされ、「浜益神社」と改称する。
それ以後、浜益村の神社として、現在に至る。なお、例大祭の7月15日は、浜益村の祝日となっていた。

## 祭神
- 保食神（うけもちのかみ）
- 市岐島姫命（いちきしまひめのみこと）